# 정관잉
정관잉(鄭觀應, 1842년 7월 24일 ~ 1922년 5월 27일)은 중화민국의 저술가, 사상가, 사업가이다.